# Illinois
Illinois (englische Aussprache [ˌɪləˈnɔɪ̯] ⓘ) ist ein Bundesstaat im Mittleren Westen der Vereinigten Staaten von Amerika, der im Norden an Wisconsin, im Nordosten an den Michigansee, im Osten an Indiana und Kentucky, sowie im Westen an Missouri und Iowa entlang des Mississippi River grenzt. Von den fünfzig US-Bundesstaaten hat Illinois mit rund 12,8 Millionen Einwohnern die sechstgrößte Bevölkerung und die 25.-größte Landfläche (149.998 km²), wodurch Illinois zu den dichter besiedelten Staaten zählt.
Die Hauptstadt ist Springfield im Zentrum des Staates, die mit Abstand größte und bedeutendste Stadt ist die am Ufer des Michigansees gelegene Metropole Chicago, welche gleichzeitig die drittgrößte Stadt der USA, hinter New York City und Los Angeles, ist.
Der Name Illinois stammt aus der Algonkin-Sprache der Ureinwohner und dem Französischen und bezeichnet den Indianerstamm der Illiniwek oder Illini, der damals das Land bewohnte und dessen Name Das Volk bedeutet. Als Ende des 17. Jahrhunderts mit den Franzosen die ersten europäischen Siedler in die Region kamen, bezeichneten sie die Illini als „[les] Illinois“ (die Illini-schen, Illinois). Von 1712 an war das Gebiet unter diesem Namen Teil Neufrankreichs, das die Briten 1763 übernahmen – mit gleich geschriebenem, nun englisch ausgesprochenem Namen. Später war der Illinois-Feldzug im Unabhängigkeitskrieg ein Vorbote des amerikanischen Engagements in dieser Region. Nach der Unabhängigkeit der USA von Großbritannien im Jahr 1783, die den Mississippi River zur neuen westlichen Staatsgrenze machte, begannen amerikanische Siedler, von Kentucky aus über den Ohio River zu kommen. Illinois war bald Teil des ältesten Territoriums der Vereinigten Staaten, des Nordwestterritoriums, und wurde 1818 schließlich ein eigener Bundesstaat in seinen heutigen Grenzen.
Die Fertigstellung des Eriekanals führte zu einer verstärkten Handelstätigkeit an den Großen Seen, und die Erfindung des selbstreinigenden Stahlpflugs durch den Illinoiser Schmied John Deere verwandelte die reiche Prärie des Bundesstaates in eines der produktivsten und wertvollsten Ackerländer der Welt und zog Einwanderer aus Deutschland, Schweden und anderen Ländern an. Mitte des 19. Jahrhunderts erleichterten der Illinois- und Michigan-Kanal und ein ausgedehntes Eisenbahnnetz Handel, Gewerbe und Ansiedlung und machten den Bundesstaat zu einem Verkehrsknotenpunkt der Nation. Um 1900 zog das Wachstum der Industriearbeitsplätze in den nördlichen Städten und der Kohlebergbau in den zentralen und südlichen Gebieten vor allem Einwanderer aus Ost- und Südeuropa an. Illinois wurde zu einem der am stärksten industrialisierten Bundesstaaten Amerikas und ist nach wie vor ein bedeutendes Produktionszentrum. Durch die Great Migration aus dem Süden entstand eine große schwarze Gemeinschaft, insbesondere in und um Chicago, das zu einem führenden kulturellen, wirtschaftlichen und bevölkerungspolitischen Zentrum wurde; in seinem Großraum, der informell als Chicagoland bezeichnet wird, leben inzwischen etwa 65 % der 12,8 Millionen Einwohner des Bundesstaats.
Der offizielle Beiname Illinois ist Land of Lincoln nach dem 16. US-Präsidenten Abraham Lincoln, der in der Hauptstadt Springfield lebte und dort nach seiner Ermordung bestattet wurde. Drei US-Präsidenten wurden gewählt, als sie in Illinois wohnten: Abraham Lincoln, Ulysses S. Grant und Barack Obama; außerdem ist Ronald Reagan in Illinois geboren und aufgewachsen. Der Staat ist Standort der Abraham Lincoln Presidential Library and Museum in Springfield und des zukünftigen Barack Obama Presidential Center in Chicago.
Die Wirtschaft von Illinois ist sehr vielfältig. Im Nordosten liegt die Weltstadt Chicago, im Norden und im Zentrum befinden sich wichtige Industrie- und Landwirtschaftszentren, während im Süden natürliche Ressourcen wie Kohle, Holz und Erdöl lagern. Dank seiner zentralen Lage und günstigen Geografie ist der Bundesstaat einer der wichtigsten Verkehrsknotenpunkte des Landes: Der Hafen von Chicago hat über die Großen Seen und den Sankt-Lorenz-Strom Zugang zum Atlantischen Ozean und vom Mississippi über den Illinois Waterway zum Golf von Mexiko. Chicago ist seit den 1860er Jahren der Eisenbahnknotenpunkt der Nation, und der O’Hare International Airport gehört seit Jahrzehnten zu den verkehrsreichsten Flughäfen der Welt. Illinois gilt seit langem als Mikrokosmos der Vereinigten Staaten und als Wegweiser in der amerikanischen Kultur, was durch den Satz Will it play in Peoria? („Wird es in Peoria gut ankommen?“) verdeutlicht wird.

## Geografie

### Geografische Lage

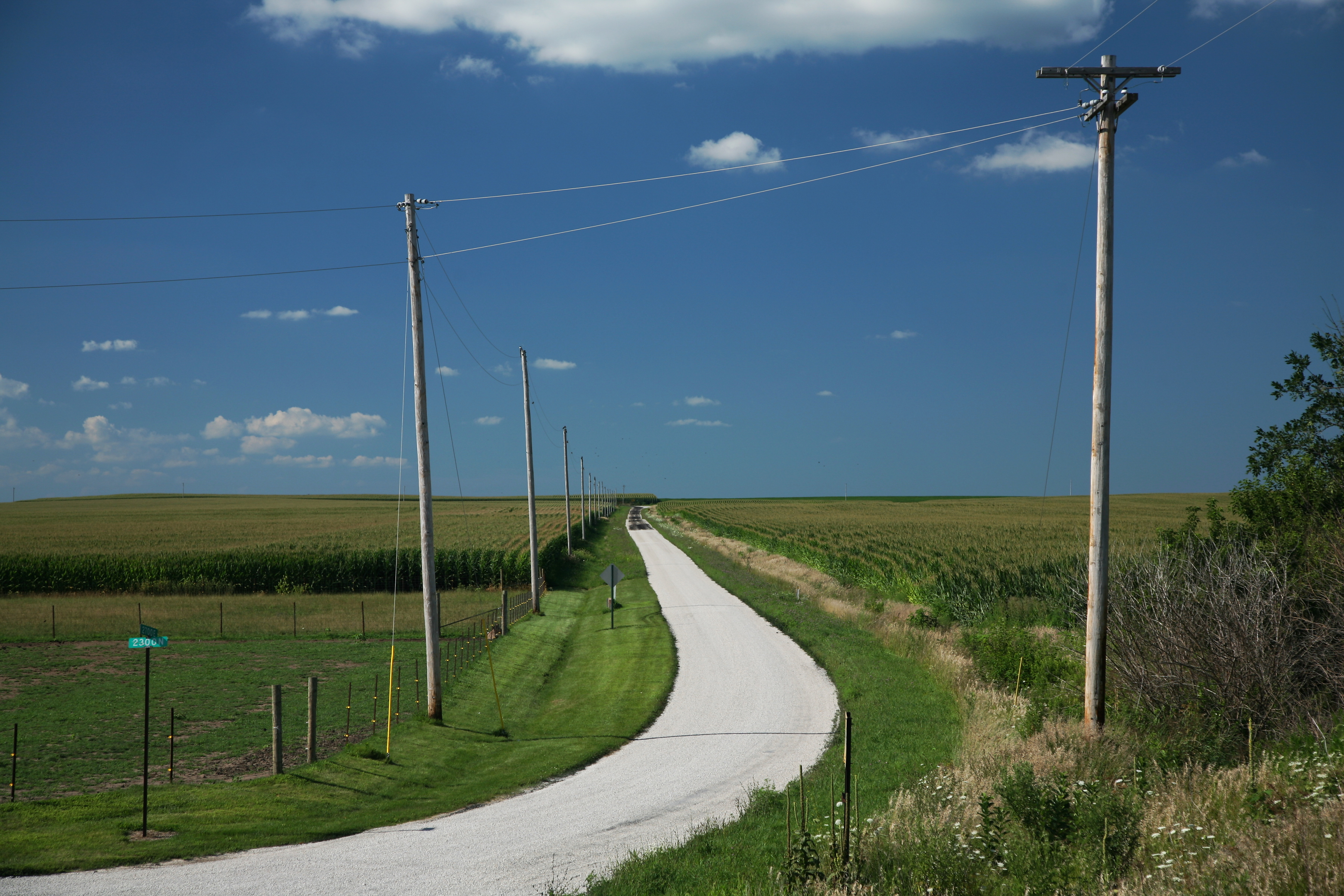
Typische Landschaft in Zentral-Illinois (Champaign County)

Der Mississippi bildet im Westen die Grenze zu den Staaten Iowa (im Nordwesten) und Missouri (im Südwesten). Im Südosten übernimmt der Ohio River diese Rolle zu dem Staat Kentucky. Nördlich von Illinois befindet sich Wisconsin und im Osten Indiana. Durchflossen wird der Staat von den Flüssen Illinois River und Kaskaskia River, die in den Mississippi münden, sowie Embarras River, Chicago River und Sangamon River, die im Wabash bzw. Illinois River einfließen. Im Nordosten hat der Staat eine gemeinsame Grenze mit Michigan in der Mitte des Michigansees. Die höchste natürliche Erhebung in Illinois ist der Charles Mound im Jo Daviess County mit einer Höhe von 376 m. Der höchste Punkt insgesamt ist jedoch die Antennenspitze des Willis Towers in Chicago (708 m über dem Meeresniveau, 527 m über Straßenniveau). Der tiefste Punkt (85 m) ist am Zusammenfluss von Mississippi und Ohio, im Stadtgebiet von Cairo im Alexander County.
Mit seinem flachen Terrain wird Illinois stark von der Vermessung des Congressional Survey Systems geprägt. Die Ausnahmen im quadratischen Straßenverlauf und den Feldgrenzen zum regelmäßigen Nord-Süd- und Ost-West-Muster bilden die Eisenbahnen und die zu ihnen parallel verlaufenden Fernstraßen.

### Gliederung
Illinois ist in 102 Countys aufgeteilt. Siehe Liste der Countys in Illinois.

## Bevölkerung

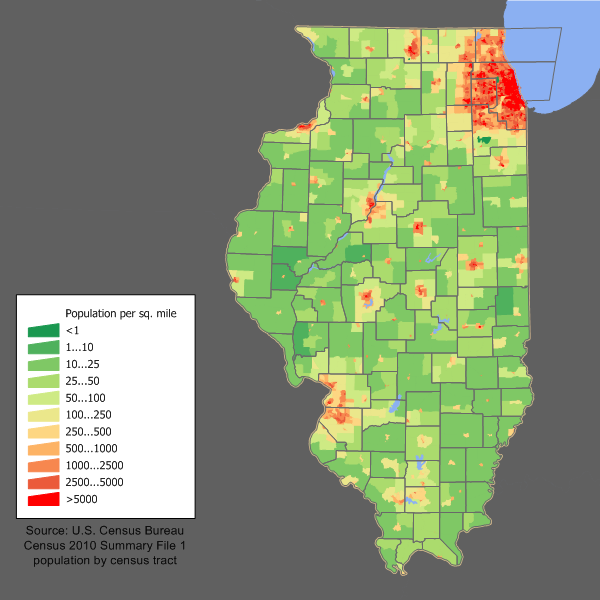
Bevölkerungsdichte

Illinois hat 12.802.023 Einwohner (Stand: 2017).

### Alters- und Geschlechterstruktur
Die Altersstruktur von Illinois setzt sich folgendermaßen zusammen:
- bis 18 Jahre: 3.216.387 (26,8 %)
- 18–64 Jahre: 8.083.210 (63,0 %)
- ab 65 Jahre: 1.532.373 (10,2 %)

Das Medianalter beträgt 38,7 Jahre.
49,2 % der Bevölkerung sind männlich und 50,8 % weiblich.

### Abstammung
Die ethnische Zusammensetzung der Bevölkerung ist gemischt. Die Daten des American Community Survey aus dem Jahr 2014 ergaben, dass die deutschstämmige Bevölkerungsgruppe mit 18,6 % den größten Anteil ausmachte, gefolgt von den Hispanics (16,7 %), den Afroamerikanern (14,7 %), Irisch- (11,6 %), Polnisch- (6,9 %), Englisch- (5,7 %) und Italienischstämmigen (5,8 %). Ferner machten Asiatische Amerikaner 5,3 % und Indianer 0,6 % der Bevölkerung aus.
Ab den 1980er Jahren kam eine große Welle Einwanderer überwiegend aus Asien und Lateinamerika ins Land, zumeist nach Chicago. Dort leben auch etwa 95 % der polnischstämmigen Einwohner des Bundesstaates, die zum Teil selbst eingewandert sind, zum Teil aber die Nachkommen einer früheren Einwanderungswelle darstellen.

### Religionen
Die mitgliederstärksten Religionsgemeinschaften im Jahre 2000 waren die Katholische Kirche mit 3.874.933, die United Methodist Church mit 365.182 und die Southern Baptist Convention mit 305.838 Anhängern.

### Bildung
Zu den größten staatlichen Hochschulen gehören die drei Standorte der University of Illinois, die zwei Standorte des Southern Illinois University System, die Northern Illinois University, die Eastern Illinois University, die Western Illinois University und die Illinois State University. Die bekanntesten privaten Hochschulen in Illinois sind die University of Chicago und die Northwestern University. Weitere Hochschulen sind in der Liste der Universitäten in Illinois verzeichnet.

### Größte Städte
Städte, die den Kern einer Metropolregion bilden, sind rot gekennzeichnet. Die übrigen Städte gehören (außer Bloomington) zur Metropolregion Chicago.
| Ort               |                   |  |           | Einwohner |
| Chicago           | Chicago           |  | 2.746.388 | 2.746.388 |
| Aurora            | Aurora            |  | 180.542   | 180.542   |
| Joliet            | Joliet            |  | 150.362   | 150.362   |
| Naperville        | Naperville        |  | 149.540   | 149.540   |
| Rockford          | Rockford          |  | 148.655   | 148.655   |
| Elgin             | Elgin             |  | 114.797   | 114.797   |
| Springfield       | Springfield       |  | 114.394   | 114.394   |
| Peoria            | Peoria            |  | 113.115   | 113.115   |
| Waukegan          | Waukegan          |  | 89.321    | 89.321    |
| Champaign         | Champaign         |  | 88.302    | 88.302    |
| Cicero            | Cicero            |  | 85.268    | 85.268    |
| Schaumburg        | Schaumburg        |  | 78.723    | 78.723    |
| Bloomington       | Bloomington       |  | 78.680    | 78.680    |
| Evanston          | Evanston          |  | 78.110    | 78.110    |
| Arlington Heights | Arlington Heights |  | 77.676    | 77.676    |
| Decatur           | Decatur           |  | 70.522    | 70.522    |
| Bolingbrook       | Bolingbrook       |  | 73.922    | 73.922    |
| Census 2020       |                   |  |           |           |

## Geschichte
Die ältesten menschlichen Spuren in Illinois fanden sich an der 1968 bis 1979 ausgegrabenen Koster site unweit des Zusammenflusses von Illinois und Mississippi. Sie reichen bis 7500 v. Chr. zurück, wobei sich an der Fundstelle 26 Siedlungen unterscheiden lassen, die bis ins 21. Jahrhundert reichen.
Vom 8. bis ins 13. Jahrhundert war Illinois ein Teil der hoch entwickelten Mississippi-Kultur, unter anderem mit der Siedlung Cahokia. Heute können hier Hügelgräber betrachtet werden, die UNESCO Weltkulturerbe sind.
Im 17. Jahrhundert bestand die Illinois-Konföderation, die 1651 Tionontati und Huronen aufnahm, die auf der Flucht vor den Irokesen waren. Die Illinois weigerten sich, die Flüchtlinge auszuliefern, woraufhin die Seneca, ein Stamm der Irokesen, sie zwangen, westwärts über den Mississippi zu fliehen.
1673 kamen die Franzosen Louis Joliet (Forscher) und Jacques Marquette (Jesuitenmissionar) ins Land und waren wohl die ersten Europäer. 1712 kam das Land zur französischen Kolonie Louisiana, doch musste Frankreich 1763 Illinois an Großbritannien abtreten. Die französische Kolonie löste sich bis 1765 auf. 1783, im Vertrag von Paris, der den Unabhängigkeitskrieg der USA beendete, fiel das Gebiet an die USA, die es 1787 ins Nordwestterritorium eingliederten. Ab 1800 Teil des neu geschaffenen „Indiana-Territory“, wurde Illinois 1809 ein eigenes Territorium und am 3. Dezember 1818 als 21. Bundesstaat in die Union der USA aufgenommen.

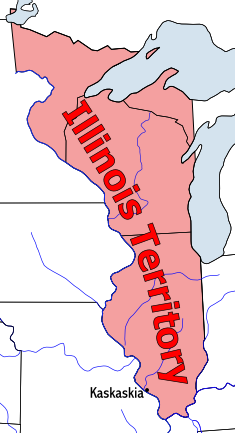
Karte des Illinois-Territory (1809–1818)

1804 hatte der Gouverneur des Indiana-Territoriums Harrison einen Vertrag mit den Sauk und Fox geschlossen. Darin erhielten sie, so lange ihre Gebiete im Besitz der Bundesregierung blieben, dauerhaftes Bleiberecht, dazu 2234,50 Dollar in Gütern sowie jährlich 1000 Dollar. 1809 kam dieses Gebiet zum Illinois-Territorium.
Im Mai 1828 teilte der Indianeragent Thomas Forsyth den Sauk mit, dass sie auf die Westseite des Mississippi zu ziehen hätten. Deren Häuptlinge hatten zwar niemals Land abgetreten, doch sahen sie sich gezwungen, im Herbst 1829 ins heutige Iowa zu ziehen. Nur Häuptling Black Hawk leistete Widerstand, was Gouverneur John Reynolds zum Anlass nahm, die Indianer „tot oder lebendig“ auf die andere Seite des Mississippi zu vertreiben. General Edmund Pendleton Gaines traf sich im Juni 1831 mit den Häuptlingen der Sauk östlich des Mississippi. Trotz Unterstützung durch die Kickapoo, Winnebago und andere Gruppen musste Black Hawk am 30. Juni 1831 nachgeben, erhob sich mit Winnebago erneut, wurde jedoch am 27. August 1833 gefangen genommen. Am 21. September 1832 hatten die Sauk ihr Land in Illinois gegen 640.000 Dollar abgetreten.
Die ersten nicht-indianischen Siedlungen waren im Süden, entlang des Mississippi River und des Ohio River entstanden. Kaskaskia (heute ein Dorf mit nur neun Einwohnern, das aufgrund von Verschiebungen des Mississippi-Flussbetts nun auf dem westlichen Ufer liegt) war die erste Hauptstadt. 1820, als die Besiedlung des Staates voranschritt, wurde das zentraler gelegene Vandalia Hauptstadt. 1837 wurde die Hauptstadt erneut nach Norden verlegt, nach Springfield, das nur 28 km westlich des geografischen Mittelpunktes des Bundeslands liegt. In dieser Zeit wurde der fruchtbare Prärieboden im mittleren und nördlicheren Bereich des Staates (Wisconsin Gletscherphase) mittels neuer Entwicklungen in der Drainage- und Pflugtechnik besiedelt.
Die Vertreibung der Indianer und die Ankunft der Eisenbahn eröffneten neues Siedlungsgebiet. 1836 begann der Bau des Illinois-Michigan-Kanals, der den Mississippi River mit den Großen Seen (und über den Sankt-Lorenz-Strom auch mit dem Atlantischen Ozean) verband. Die Illinois Central Railroad erhielt 1851 eine Charta vom Landtag, die jede zweite Quadratmeile links und rechts der geplanten Route der Eisenbahngesellschaft übereignete, und aus deren Erlös das Kapital für den Bau des Schienenwegs kommen sollte. Sie verband Cairo im Süden mit Galena und Chicago im Norden. Die zwei Zweiglinien kamen bei Centralia zusammen.
Abraham Lincoln war der Firmenanwalt für die Eisenbahn, nachdem er zuvor eine Wahlperiode für die Whig-Partei im Repräsentantenhaus (1847–1848) gewesen war. Nach einem erfolglosen Wahlkampf gegen Stephen A. Douglas um den Senatssitz von Illinois 1858, gewann er die Wahl zum Präsidenten kurz vor Ausbruch des Bürgerkriegs. Sein Heimatstaat, in dem die Sklaverei schon seit Etablierung des Nordwestterritoriums 1787 verboten war, blieb der Union treu.
In der zweiten Hälfte des 19. Jahrhunderts wuchs die Stadt Chicago von einem unbedeutenden Handelsposten (Fort Dearborn) zu einem industriellen Giganten, vor allem dank ihrer Lage an der Südspitze des Michigansees, wo sich viele Eisenbahnlinien kreuzen. Zwischen 1880 und 1890 verdoppelte sich die Einwohnerzahl von 500.000 auf eine Million.
Am 1. Mai 1886 fand hier der Haymarket Riot statt und fünf Jahre später in der Waggonfabrik der Pullman-Firma ein weiterer bekannter Streik.
1893 wurde die Stadt Gastgeberin für die Columbian Weltausstellung anlässlich des 400. Jahrestags der Ankunft von Christoph Columbus auf der Insel Hispaniola. In den ersten Jahren des 20. Jahrhunderts wurde die Marke von 2 Millionen Einwohnern überschritten, und wenige Jahre vor der Wirtschaftskrise 1929 erreichte die Stadt eine Bevölkerungszahl von 3 Millionen Einwohnern. Das entsprach etwa 40 % der Bevölkerung des gesamten Bundesstaats.

## Politik
| Jahr | Republikaner      | Demokraten        |
| ---- | ----------------- | ----------------- |
| 2024 | 43,42 % 2.449.079 | 54,30 % 3.062.863 |
| 2020 | 40,52 % 2.446.891 | 57,49 % 3.471.915 |
| 2016 | 38,76 % 2.146.015 | 55,83 % 3.090.729 |
| 2012 | 40,66 % 2.135.216 | 57,50 % 3.019.512 |
| 2008 | 36,73 % 2.031.179 | 61,83 % 3.419.348 |
| 2004 | 44,48 % 2.345.946 | 54,82 % 2.891.550 |
| 2000 | 42,58 % 2.019.421 | 54,60 % 2.589.026 |
| 1996 | 36,81 % 1.587.021 | 54,32 % 2.341.744 |
| 1992 | 34,34 % 1.734.096 | 48,58 % 2.453.350 |
| 1988 | 50,69 % 2.310.939 | 48,60 % 2.215.940 |
| 1984 | 56,17 % 2.707.103 | 43,30 % 2.086.499 |
| 1980 | 49,65 % 2.359.049 | 41,72 % 1.981.413 |
| 1976 | 50,10 % 2.364.269 | 48,13 % 2.271.295 |
| 1972 | 59,03 % 2.788.179 | 40,51 % 1.913.472 |
| 1968 | 47,08 % 2.174.774 | 44,15 % 2.039.814 |
| 1964 | 40,53 % 1.905.946 | 59,47 % 2.796.833 |
| 1960 | 49,80 % 2.368.988 | 49,98 % 2.377.846 |

Illinois wird ein hohes Maß an politischer Korruption nachgesagt. Nachdem der ehemalige republikanische Gouverneur George Ryan wegen Bestechlichkeit verurteilt worden war, wurde Anfang 2009 auch der demokratische Gouverneur Rod Blagojevich von FBI-Agenten festgenommen, weil er nach der Wahl von Barack Obama zum US-Präsidenten 2008 versucht haben soll, dessen frei gewordenen Sitz im Senat, den er als Gouverneur vergeben konnte, zu verkaufen. Am 29. Januar 2009 wurde Blagojevich vom Senat von Illinois des Amtes enthoben und im Jahr 2013 zu einer Freiheitsstrafe von 14 Jahren verurteilt.
Darüber hinaus wird das Klima durch die Rivalitäten zwischen der Metropolregion Chicago und dem Rest des Staates, das ein ländliches bzw. kleinstädtisches Gepräge hat, bestimmt. In der Stadt Chicago selbst (ohne Vororte) lebt fast ein Drittel der Gesamtbevölkerung des Staates. Wie in nahezu allen Großstädten der USA sind die Demokraten den Republikanern hier klar überlegen. Dafür sind in den Vororten der Metropolregion Chicago, in denen etwa ein weiteres Drittel der Gesamtbevölkerung ansässig ist, die Stimmen der Republikaner zahlreicher, insbesondere in dem zweitgrößten County, DuPage County. Im Rest des Bundesstaats gibt es Schwerpunkte von beiden Parteien. In den Industrie- und Universitätsstädten wie etwa Decatur und Urbana sowie in dem Bergbaugebiet mit weniger fruchtbarem Boden im Süden schneiden die Demokraten besser ab. Im ländlichen Raum, insbesondere im mittleren und nördlichen Bereich des Staats, wo die Bodenpreise sehr hoch sind, holen die Republikaner viele Stimmen.
In der Vergangenheit stand Illinois zumeist auf der Seite der am Ende siegreichen Präsidentschaftskandidaten, egal, welcher der beiden Parteien sie angehörten. Ausnahmen bildeten seit dem Zweiten Weltkrieg nur Jimmy Carter, George W. Bush und Donald Trump, die in Illinois nicht gewinnen konnten. Seit 1992 neigt Illinois aber mehr und mehr den Demokraten zu, die dort zuletzt ihre stärksten Ergebnisse im Mittleren Westen verbuchen konnten, was Illinois zum klaren Blue State machte. Illinois’ Gewicht im Electoral College schrumpfte in den letzten 20 Jahren ähnlich wie das der meisten Staaten im Mittleren Westen, da das Bevölkerungswachstum hier geringer ist als im Durchschnitt der USA. Die Zahl der Wahlmännerstimmen sank von 24 (Volkszählung 1980) über 22 (Volkszählung 1990) auf 21 (Volkszählung 2000). Bei der Präsidentenwahl 2012 schrumpfte die Zahl weiter auf 20, und der Staat wird bei der nächsten Wahl im Jahr 2024 nur noch 19 Wahlleute in das Electoral College entsenden. Dennoch bleibt Illinois bevölkerungsmäßig der fünftgrößte Bundesstaat nach Kalifornien, New York, Texas und Florida, mit einem entsprechend großen Anteil an Kongressabgeordneten und Wahlmännern.
Wie in den anderen US-Bundesstaaten sieht die Verfassung von Illinois eine Gewaltenteilung zwischen Legislative, Exekutive und Judikative vor.

### Exekutive

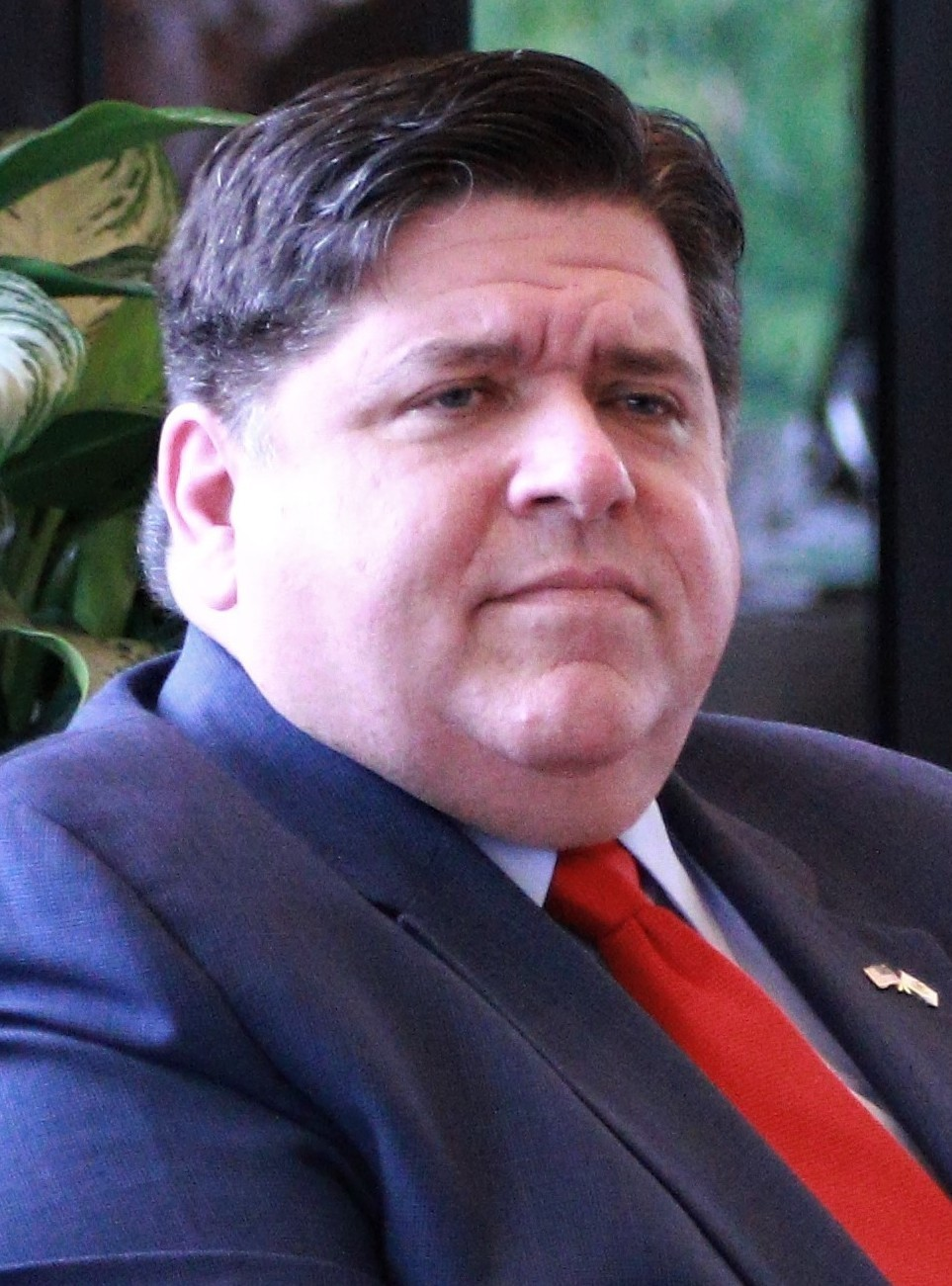
J. B. Pritzker, der Gouverneur von Illinois

Gouverneur des Bundesstaates ist seit dem 14. Januar 2019 der Demokrat J. B. Pritzker.
Der Gouverneur übt auf bundesstaatlicher Ebene die Exekutivgewalt aus, das heißt, er führt die Staatsregierung und bestimmt die Richtlinien der Politik. Er verfügt über das Begnadigungsrecht, ernennt hohe Beamte sowie Richter am bundesstaatlichen Verfassungsgericht und nimmt in der Gesetzgebung eine zentrale Rolle ein, indem er Gesetzesbeschlüsse unterzeichnet oder sein Veto einlegt. Ferner ist er Oberbefehlshaber der Nationalgarde von Illinois und vertritt den Bundesstaat nach außen. Der Gouverneur wird im Turnus von vier Jahren direkt vom Volk gewählt.
Weitere wichtige Mitglieder der Exekutive sind der Vizegouverneur, der Attorney General, der Secretary of State und der State Treasurer (entspricht etwa einem Finanzminister).
Siehe auch:
- Liste der Gouverneure von Illinois
- Liste der Vizegouverneure von Illinois

### Legislative

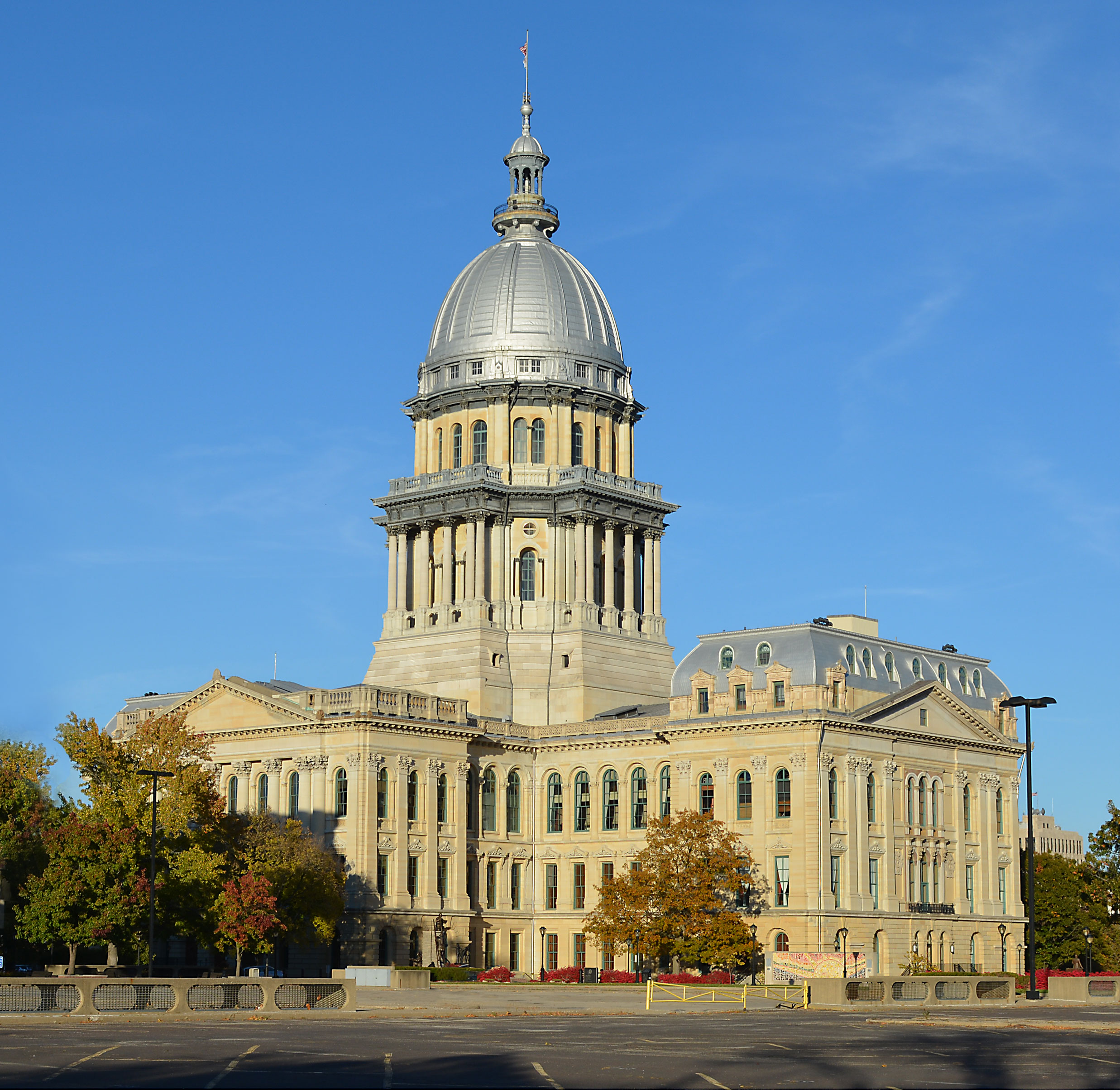
Illinois State Capitol in der Hauptstadt Springfield, wo die Legislative tagt

Die Legislative besteht aus einem Zweikammerparlament, der Illinois General Assembly (Generalversammlung). Diese besteht aus dem Repräsentantenhaus mit 118 vom Volk für zwei Jahre gewählten Mitgliedern (Abgeordneten) sowie dem Senat mit 59 Mitgliedern (Senatoren), die unterschiedlich für zwei bis vier Jahre gewählt werden. In beiden Häusern haben die Demokraten derzeit eine Mehrheit.

### Judikative
An der Spitze der Judikative steht der Oberste Gerichtshof (Supreme Court) von Illinois. Dieses Gericht ist nur in seltenen Fällen erstinstanzlich zuständig; in der Regel ist es für Revisionen der Urteile der Berufungsgerichte des Staates zuständig. Der Staat ist in fünf Gerichtsbezirke aufgeteilt, mit jeweils eigenen zuständigen Berufungsgerichten. Aus jedem Bezirk wird ein Richter von der allgemeinen Wahlbevölkerung gewählt, der Mitglied des Obersten Gerichtshofs wird; eine Ausnahme hierzu ist der erste Bezirk, das für das Cook County zuständig ist – aufgrund der großen Bevölkerung dieses Bezirks werden hier drei Richter zum Obersten Gerichtshof gewählt. Erstinstanzlich zuständig sind meistens die Circuit Courts.

### Rechtsordnung
Die Todesstrafe wurde zum 1. Juli 2011 abgeschafft; bereits seit 2000 gilt ein Vollstreckungsmoratorium.
Obwohl keinesfalls der erste Bundesstaat, der die männliche Homosexualität bestrafte, wurde Illinois 1827 der erste Bundesstaat, der für Personen, die wegen „Sodomie“ verurteilt waren, das Wahlrecht und das Recht, als Geschworene beim Gericht mitzuwirken, aberkannte. Im Zuge einer allgemeinen Strafrechtsreform war Illinois auch der erste US-Bundesstaat, der das Sodomiegesetz komplett aufhob.
Der Besitz oder Konsum von alkoholischen Getränken durch Menschen, die das 21. Lebensjahr noch nicht vollendet haben, ist in Illinois verboten; anders als in einigen Bundesstaaten, die Staatsmonopole oder besondere Lizenznehmer damit beauftragen, sind solche Getränke jedoch auch in normalen Supermärkten frei verkäuflich. Seit dem 1. Januar 2008 ist das Rauchen innerhalb öffentlicher, geschlossener Räume wie in 22 anderen US-Bundesstaaten verboten.

### Kongress
- Liste der US-Senatoren aus Illinois
- Liste der Abgeordneten von Illinois zum Repräsentantenhaus der Vereinigten Staaten

### Mitglieder im 119. Kongress
|  | Name                            | Mitglied seit | Parteizugehörigkeit |
|  | ------------------------------- | ------------- | ------------------- |
|  | Jonathan Jackson                | 2023          | Demokrat            |
|  | Robin Lynne Kelly               | 2013          | Demokrat            |
|  | Delia Ramirez                   | 2023          | Demokrat            |
|  | Jesús G. „Chuy“ García          | 2019          | Demokrat            |
|  | Michael Quigley                 | 2009          | Demokrat            |
|  | Sean Thomas Casten              | 2019          | Demokrat            |
|  | Danny K. Davis                  | 1997          | Demokrat            |
|  | Subramanian Raja Krishnamoorthi | 2017          | Demokrat            |
|  | Janice Danoff Schakowsky        | 1999          | Demokrat            |
|  | Bradley Scott Schneider         | 2017          | Demokrat            |
|  | George William Foster           | 2013          | Demokrat            |
|  | Mike Bost                       | 2015          | Republikaner        |
|  | Nikki Budzinski                 | 2023          | Demokrat            |
|  | Lauren Ashley Underwood         | 2019          | Demokrat            |
|  | Mary E. Miller                  | 2021          | Republikaner        |
|  | Darin LaHood                    | 2015          | Republikaner        |
|  | Eric Sorensen                   | 2013          | Demokrat            |

|  | Name                  | Mitglied seit | Parteizugehörigkeit |
|  | --------------------- | ------------- | ------------------- |
|  | Richard Joseph Durbin | 1997          | Demokrat            |
|  | Ladda Tammy Duckworth | 2017          | Demokrat            |

## Kultur und Sehenswürdigkeiten

### Naturdenkmäler
Der National Park Service (NPS) weist für Illinois drei National Historic Trails aus:
- Lewis and Clark National Historic Trail
- Mormon Trail
- Pfad der Tränen

Hinzu kommen 18 National Natural Landmarks (Stand 30. September 2017).

### Kulturdenkmäler

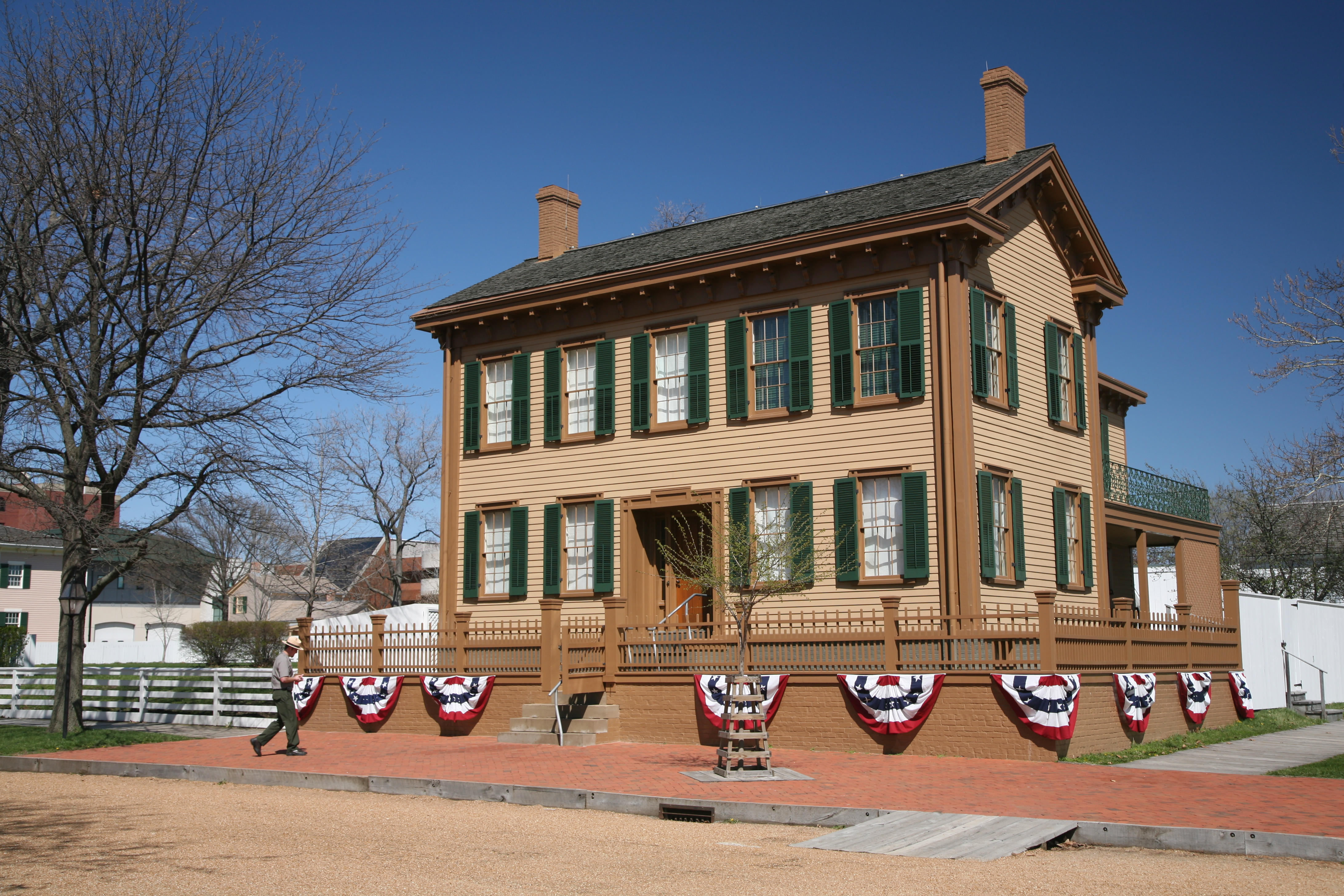
Lincoln Home National Historic Site (2009)

Der NPS führt in Illinois eine National Historic Site und ein National Monument:
- Lincoln Home National Historic Site
- Pullman National Monument

Des Weiteren liegen in Illinois 88 National Historic Landmarks und 1884 Bauwerke und Stätten, die im National Register of Historic Places eingetragen sind (Stand 30. September 2017).

## Wirtschaft und Infrastruktur

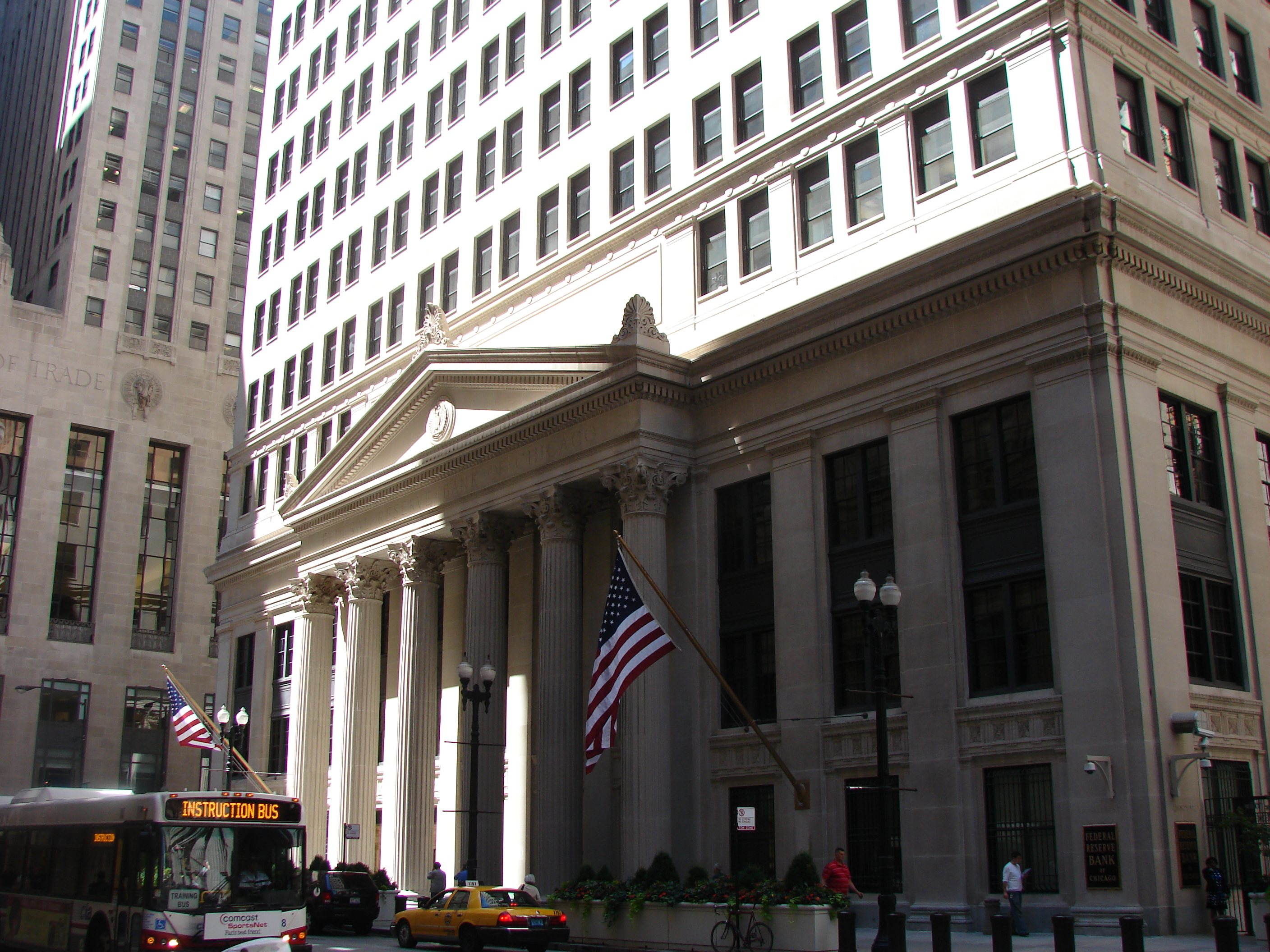
Die Federal Reserve Bank of Chicago im Finanzzentrum von Chicago

Die Wirtschaftsleistung Illinois betrug im Jahre 2016 791 Milliarden USD, womit es die fünft-höchste Wirtschaftsleistung der Bundesstaaten der USA hatte und einen Anteil von 4,29 % an der gesamten amerikanischen Wirtschaft hielt. Als eigenes Land gezählt, wäre die Wirtschaftsleistung von Illinois ungefähr so groß wie die der Niederlande. Das Bruttoinlandsprodukt pro Kopf (engl. per capita GDP) lag im Jahre 2016 bei USD 61.837 (nationaler Durchschnitt der 50 US-Bundesstaaten: USD 57.118; nationaler Rangplatz: 12). Im Mai 2017 wies Illinois eine Arbeitslosenquote von 4,6 % auf.

### Steuern
Zusätzlich zur Bundeseinkommenssteuer wird Einkommen auch von Illinois besteuert. Die Steuer ist ohne Steuerprogression. Seit 1990 betrug der Steuersatz 3 % bis zu einer vorübergehenden Erhöhung 2010 auf 5 %, der ab dem 1. Januar 2011 in Kraft trat. Seit dem 1. Januar 2015 ist der Steuersatz für natürliche Personen auf 3,75 % zurückgefallen, während der Satz für Körperschaftssteuer 5,25 % beträgt. Der Landeshaushalt für das Haushaltsjahr 2018 (Juli 2017 bis Juni 2018) sieht eine Erhöhung des Satzes für natürliche Personen auf 4,95 % vor.
Darüber hinaus wird eine Umsatzsteuer erhoben mit zwei Tarifen. Regulär beträgt die Steuer 6,25 %; ermäßigt (Lebensmittel, Medikamente) 1 %. Darüber hinaus können Kommunen (Countys, Gemeinden) weitere Umsatzsteuer erheben. Die Grundsteuer ist eine wesentliche Einnahmequelle für viele kommunale Körperschaften. Sie wird mit unterschiedlichen Hebesätzen von Countys, Townships, Gemeinden, Schulbezirken und andere steuererhebenden Bezirken erhoben.

### Landwirtschaft

Felder in der Nähe von Royal (Illinois)

Illinois hat sehr fruchtbare Böden, die überwiegend zum Soja- und Maisanbau (Corn Belt) genutzt werden. Nebenbei werden andere Produkte, wie z. B. Weizen, Sorghum oder Obst, angebaut sowie Viehwirtschaft (Schweine, Rindvieh und Molkereiprodukte) betrieben. Illinois und Iowa machen den ersten Platz für Sojaproduktion in den USA regelmäßig unter sich aus, und Illinois ist der Bundesstaat mit der zweithöchsten Maisproduktion nach Iowa.

### Industrie
Neben der Landwirtschaft spielt auch die Industrie eine bedeutende Rolle. Schwerpunkt der industriellen Wirtschaft des Staates ist das zum Rust Belt gehörende Chicago. Dies hat der Dichter Carl Sandburg in seinem Gedicht „Chicago“ verewigt: „Hog Butcher for the World, Tool Maker, Stacker of Wheat, Player with Railroads and the Nation’s Freight Handler; Stormy, husky, brawling, City of the Big Shoulders“. Aufgrund der günstigen Verkehrssituation, wo viele Eisenbahnrouten an der Südspitze des Michigansees zusammentreffen, entwickelte sich hier eine große Schlacht- und Lebensmittelverarbeitungsindustrie. Die Wasserstraßenanbindung von hier an den Mississippi River und den St.-Lorenz-Seeweg tragen auch zu der Rolle als Handelssitz (Chicago Board of Trade mit Rohstoffen und Termingeschäften, sowie Sitz mehrerer Einzelhandelskonzerne wie beispielsweise Sears) und Verkehrsknotenpunkt bei. Im Süden der Stadt (an der Grenze zu Indiana bei Gary) stellt die Eisen- und Stahlindustrie den wirtschaftlichen Schwerpunkt dar.
Auch in den kleineren Zentren des Landes gibt es Industrie. Diese ist zumeist eng mit der Landwirtschaft verbunden, wie beispielsweise der Landmaschinenbau (John Deere hat seinen Sitz in Moline und Caterpillar in Peoria) sowie die Agrarindustrie (Archer Daniels Midland und A. E. Staley in Decatur stellen Sojaöl und Maissirup her). Im Süden des Landes finden sich Vorkommen von Kohle (weiche Braunkohle mit wenig Bitumen) sowie kleinere Reservoirs von Erdgas und Erdöl.
Der wirtschaftliche Anteil von Verwaltung (in der Landeshauptstadt Springfield), Versicherung (in Bloomington) und Informationstechnologie (besonders in den Universitätsstädten Champaign und Urbana) nimmt mit der wachsenden Bedeutung der Dienstleistungssektoren zu.

### Verkehr

#### Straßen
Die I-24, I-39, I-55, I-57, I-64, I-70, I-72, I-74, I-80, I-88, I-90, I-94, I-155, I-180, I-190, I-255, I-270, I-280, I-290, I-294, I-355 und I-474 sowie wichtige Bundesstraßen wie: US 6, US 12, US 14, US 20, US 24, US 30, US 34, US 36, US 40, US 41, US 45, US 50, US 51, US 52, US 54, US 60, US 62, und US 67 haben in Illinois ihren Verlauf.

#### Eisenbahn
Chicago, an der Südspitze des Michigansees, bildet hier eine Drehscheibe für das Eisenbahnnetz, aber es gibt auch Tangentialverbindungen zu diesem Speichensystem (z. B. Cairo-Galena oder St. Louis-Indianapolis). Chicago ist der wichtigste Bahnhof für Amtrak zwischen den beiden Küsten. Die Vororte von Chicago werden auch von einem S-Bahn-System, METRA, bedient, das auf einige Linien das einzige elektrifizierte Streckennetz westlich der Appalachen benutzt.

#### Luftverkehr
Der Flughafen O’Hare International Airport nordwestlich von Chicago gilt als einer der größten Verkehrsflughäfen der Welt. Etwa 75 % des Passagierflugverkehrs des Bundesstaates wird hier abgewickelt. Ebenfalls in Chicago ist Midway Airport mit etwa 22 % Anteil an den Fluggastzahlen. Die verbleibenden 3 % des Flugverkehrs findet an den Flughäfen von Moline (1 %), Bloomington, Peoria (je 1⁄2 %), Rockford, Champaign (je 1⁄4 %), sowie vier weitere Passagierflughäfen statt.